# Унт, Максим Иоганнович
Максим Иоганнович Унт (эст. Maksim (Maxim) Unt, 22 января 1898, Пярну — 31 июля 1941) — эстонский политический деятель, социалист.
С 27 июля по 15 августа входил в образованное в результате Июньского переворота просоветское правительство Йоханнеса Вареса в должности министра внутренних дел, исполнял обязанности Президента Эстонии вплоть до упразднения этой должности.

## Биография
Максим Унт родился в семье рабочего. Окончил в Пярну начальную школу и гимназию. Позднее активно участвовал в местной политике, был советником городского совета Пярну и членом 1-го эстонского Государственного совета.
Во время Гражданской войны в России Унт работал в 1919 году в Саратовской губернии в должности начальника отдела государственного контроля одного из исполкомов. Однако после случая кражи ценностей у чекистов, был вынужден бежать к белогвардейцам в армию Деникина, и революционный трибунал заочно приговорил Унда к смертной казни. Когда армия Деникина потерпеля поражение, Унт бежал на Балканы.
В 1920 году вернулся в Эстонию, вступил в Социалистическую рабочую партию, был одним из лидеров левого крыла партии, входил в Палату депутатов. Был членом Пярнуского уездного правления и 5-го созыва Государственного собрания (с 1934 — в марксистской фракции). В 1938—1940 гг. — депутат Государственной думы (входил в просоветскую группу).
В июне 1940 года был назначен министром внутренних дел Эстонии в просоветском правительстве Йоханнеса Вареса. Вскоре после назначения на должность, был обвинён в участии в Белой армии во время Гражданской войны. В августе 1940 года отстранён от должности, арестован и расстрелян в июле 1941 года на полигоне Коммунарка. Реабилитирован посмертно.

## Память
Имя Максима Унта нанесено на памятную доску погибшим и репрессированны членам эстонского парламента на здании Рийгикогу